# Puppet Master 5: The Final Chapter
Puppet Master 5: The Final Chapter es una película de terror lanzada directo a video de 1994, escrita por Douglas Aarniokoski entre otros, y dirigida por Jeff Burr. Es la quinta película de la franquicia Puppet Master, y la secuela de Puppet Master 4: The Demon de 1993, protagonizada por Gordon Currie como el tercer amo de las marionetas de la serie, e Ian Ogilvy, su compañero de trabajo, cuyos intentos de salvar a los animados muñecos de Andre Toulon (de Guy Rolfe) de la Bodega Bay Inn se frustró por un demonio. Al igual que en la película anterior, los títeres actúan como protagonistas en lugar de limitarse a aterrorizar como habían hecho en las dos primeras películas. Como indica su título ("the final chapter", "el último capítulo", Puppet Master 5 estaba destinada a ser la última entrega de la serie. Sin embargo, en 1998 una sexta entrega, Curse of the Puppet Master, fue lanzada, y la serie ha seguido en marcha desde entonces.

## Argumento
Tras los acontecimientos de Puppet Master 4, Rick Myers ha sido arrestado bajo la sospecha de haber provocado el asesinato de la Dra. Piper y Baker, pero el Dr. Jennings, el nuevo director del proyecto de investigación de Inteligencia Artificial y temporal superior de Rick, consigue sacarlo en libertad bajo fianza. Blade ha sido confiscado, pero escapa del depósito de pruebas de la  policía y salta al bolso de Susie cuando ella viene a buscar a Rick. Lauren se encuentra en estado de coma en el hospital tras los acontecimientos en la posada. Mientras tanto, en el inframundo, Sutekh decide encargarse personalmente del asunto e insufla su esencia vital en una figura totémica.

## Reparto
- Guy Rolfe como Andre Toulon.
- Gordon Currie como Rick Myers.
- Chandra West como Susie.
- Ian Ogilvy como Jennings.
- Teresa Hill como Lauren.
- Nicholas Guest como Hendy.
- Willard E. Pugh como Jason.
- Diane McBain como Abogada.
- Duane Whitaker como Scott.
- Kaz Garas como Hombre #2.
- Clu Gulager como Hombre #1.
- Harri James como enfermera.
- Ron O'Neal como Detective.
- Chuck Williams como Policía.
- Ash Adams como Cameron.
- Jake McKinnon como Sutekh.

### Marionetas
- Blade
- Pinhead
- Jester
- Tunneler
- Torch
- Six Shooter
- Decapitron
- Tótem oscuro